# Макбейн (Мічиган)
Макбейн (англ. McBain) — місто (англ. city) в США, в окрузі Міссокі штату Мічиган. Населення — 637 осіб (2020).

## Географія
Макбейн розташований за координатами 44°11′46″ пн. ш. 85°12′55″ зх. д. / 44.19611° пн. ш. 85.21528° зх. д. (44.196043, -85.215372).  За даними Бюро перепису населення США в 2010 році місто мало площу 3,24 км², уся площа — суходіл.

## Демографія
Згідно з переписом 2010 року, у місті мешкало 656 осіб у 249 домогосподарствах у складі 159 родин. Густота населення становила 202 особи/км².  Було 275 помешкань (85/км²).
Расовий склад населення:
| - 95,6 % — білих - 0,5 % — азіатів - 0,3 % — корінних американців - 0,3 % — чорних або афроамериканців - 2,6 % — осіб інших рас |

До двох чи більше рас належало 0,8 %. Частка іспаномовних становила 3,4 % від усіх жителів.
За віковим діапазоном населення розподілялося таким чином: 22,1 % — особи молодші 18 років, 49,2 % — особи у віці 18—64 років, 28,7 % — особи у віці 65 років та старші. Медіана віку мешканця становила 45,9 року. На 100 осіб жіночої статі у місті припадало 72,6 чоловіків;  на 100 жінок у віці від 18 років та старших — 64,3 чоловіків також старших 18 років.
Середній дохід на одне домашнє господарство  становив 38 101 долар США (медіана — 32 596), а середній дохід на одну сім'ю — 51 557 доларів (медіана — 45 417). Медіана доходів становила 32 391 долар для чоловіків та 25 500 доларів для жінок. За межею бідності перебувало 18,4 % осіб, у тому числі 19,3 % дітей у віці до 18 років та 19,0 % осіб у віці 65 років та старших.
Цивільне працевлаштоване населення становило 259 осіб. Основні галузі зайнятості: освіта, охорона здоров'я та соціальна допомога — 23,9 %, сільське господарство, лісництво, риболовля — 12,7 %, виробництво — 8,5 %, роздрібна торгівля — 8,1 %.